# Роберт С. Маликен
Роберт Сандерсон Маликен ForMemRS  (7. јун 1896 – 31. октобар 1986) је био амерички физичар и хемичар, првенствено заслужан за рани развој теорије молекуларне орбите, односно разраду молекуларне орбиталне методе прорачуна структуре молекула. Маликен је добио Нобелову награду за хемију 1966. и Пристлијеву медаљу 1983. 

## Младост
Роберт Маликен је рођен у Њуберипорту у Масачусетсу. Његов отац, Семјуел Парсонс Маликен, био је професор органске хемије на Технолошком институту у Масачусетсу. Као дете, Роберт Маликен је научио име и ботаничку класификацију биљака и, генерално, имао је одлично, али селективно памћење. На пример, научио је немачки довољно добро да прескочи курс научног немачког на колеџу, али није могао да се сети имена свог средњошколског професора немачког. Такође је упознао, још као дете, физичког хемичара Артура Амоса Нојеса.
Маликен је помогао у неким уређивачким пословима када је његов отац написао свој четворотомни текст о идентификацији органских једињења, и тако постао стручњак за органску хемијску номенклатуру.

### Образовање
У средњој школи у Њуберипорту, Маликен је пратио научни наставни план и програм. Дипломирао је 1913. и успео да добије стипендију за МИТ коју је раније добио његов отац. Као и његов отац, дипломирао је хемију. Већ као студент спровео је своје прво објављено истраживање: о синтези органских хлорида. Пошто није био сигуран у свом будућем правцу, укључио је неке курсеве хемијског инжењерства у свој наставни план и програм и провео лето обилазећи хемијске фабрике у Масачусетсу и Мејну. Дипломирао је хемију на МИТ-у 1917.

#### Рана каријера
У то време, Сједињене Државе су управо ушле у Први светски рат, а Маликен је преузео позицију на Америчком универзитету у Вашингтону, правећи отровни гас под руководством Џејмс Б. Конанта. После девет месеци, позван је у службу за хемијско ратовање војске, али је наставио са истим задатком. Његове лабораторијске технике изазивале су проблеме, и он је месецима био ван употребе са опекотинама. Касније је добио тежак случај грипа и још је био хоспитализован на крају рата.
После рата, преузео је посао да истражује ефекте цинк оксида и чађи на гуму, али је брзо одлучио да то није врста хемије којом је желео да се бави. Отуда је 1919. године уписао докторски програм на Универзитету у Чикагу.

### Дипломско и рано постдокторско образовање
Маликен је докторирао 1921. године на основу истраживања сепарације изотопа живе испаравањем и наставио са одвајањем изотопа овом методом. Док је био у Чикагу, похађао је курс код физичара добитника Нобелове награде (1923) Роберта Е. Миликена, који га је упутио на стару квантну теорију. 
У Чикагу је добио средства - грант од Националног истраживачког савета (NRC) који је платио већи део његовог рада на сепарацији изотопа. NRC грант је продужен 1923. за две године како би могао да проучава изотопске ефекте на спектре диатомских молекула као што је бор нитрид (BN) (упоређујући молекуле са В10 и В11). Отишао је на Универзитет Харвард да научи спектрографску технику од Фредерика А. Саундерса и квантну теорију од Е.К. Кемблеа. У то време, могао је да се дружи са Робертом Опенхајмером и многим будућим нобеловцима, укључујући Џона Х. ван Влека и Харолда К. Јуриа. Такође је упознао Џона К. Слејтера, који је радио са Нилсом Бором.
Године 1925. и 1927. Маликен је путовао у Европу, радећи са изузетним спектроскопистима и квантним теоретичарима као што су Ервин Шредингер, Пол Дирак, Вернер Хајзенберг, Луј де Број, Макс Борн и Валтер Боте (сви су на крају добили Нобелову награду) и Фридрих Хунд, који је у то време био Борнов помоћник. Сви они, као и Волфганг Паули, развијали су нову квантну механику која ће на крају заменити стару квантну теорију. На Маликена је посебно утицао Хунд, који је радио на квантној интерпретацији спектра трака двоатомских молекула, истих спектара које је Маликен истраживао на Харварду. Године 1927. Маликен је радио са Хундом и као резултат је развио своју молекуларну орбиталну теорију, у којој се електрони приписују стањима која се протежу преко читавог молекула. Као последица тога, теорија молекуларне орбите се такође назива Хунд-Маликенова теорија.

### Рана научна каријера
Од 1926. до 1928. предавао је на одсеку за физику Универзитета у Њујорку (NYU). Ово му је било прво признање као физичара. Иако су хемичари његов рад сматрали важним, он је очигледно био на граници између две науке. Потом се вратио на Универзитет у Чикагу као ванредни професор физике, да би 1931. унапређен у редовног професора. На крају је био на заједничкој позицији и на одсеку за физику и хемију. И на NYU и у Чикагу, наставио је да усавршава своју молекуларно-орбиталну теорију. Као резултат овог развоја, добио је Нобелову награду за хемију 1966.
Маликен је постао члан Националне академије наука 1936. године, најмлађи члан у историји организације у то време. Изабран је за страног члана Краљевског друштва 1967. године. 
По њему је названа Маликенова популацијска анализа, метода додељивања наелектрисања атомима у молекулу.

## Лични живот
Дана 24. децембра 1929.  оженио се Мери Хелен фон Ное, ћерком Адолфа Карла Ноеа, професора геологије на Универзитету у Чикагу.  Имали су две ћерке.

## Касније године
Године 1934. извео је нову скалу за мерење електронегативности елемената. Ово није у потпуности у корелацији са скалом Лајнуса Полинга, али је генерално у блиској кореспонденцији.
У Другом светском рату, од 1942. до 1945. године, Маликен је водио Информациону канцеларију за пројекат Плутонијум Универзитета у Чикагу. Након тога је развио математичке формуле како би омогућио напредак молекуларно-орбиталне теорије.
Године 1952. почео је да примењује квантну механику на анализу реакције између Луисове киселине и молекула базе. Постао је угледни професор физике и хемије 1961. године и наставио са проучавањем молекуларне структуре и спектра, у распону од двоатомских молекула до великих комплексних агрегата. Године 1981, Маликен је постао један од оснивача Светског културног савета.   Године 1983, Маликен је добио награду Златна плоча Америчке академије за достигнућа.  Пензионисан је 1985. године. Жена му је умрла 1975.
У 90. години, Маликен је умро од конгестивне срчане инсуфицијенције у кући своје ћерке у Арлингтону у Вирџинији 31. октобра 1986. године. Сахрањен је у Чикагу.